# خفه شو و برقص (ترانه واک د مون)
«خفه شو و برقص» (به انگلیسی: Shut Up and Dance) تک‌آهنگی از گروه موسیقی آلترنتیو راک واک د مون است که در ۱۰ سپتامبر ۲۰۱۴ منتشر شد. این ترانه برپایهٔ یک تجربهٔ واقعی خوانندهٔ اصلی گروه نیکولاس پتریکا در یک بار در لس آنجلس تصنیف شده است و به شرمنده نبودن و محروم نکردن خود از لذت و شادی اشاره دارد.
«خفه شو و برقص» تاکنون موفق‌ترین تک‌آهنگ واک د مون در ایالات متحده آمریکا بوده است و به جایگاه چهارم جدول ۱۰۰ آهنگ داغ بیلبورد دست یافته است. این ترانه همچنین در جدول‌های موسیقی لهستان، اسکاتلند، ایرلند، استرالیا، اتریش، بریتانیا، جزو ده ترانه اول قرار گرفته است.